# Tacarigua de Brión
Tacarigua de Brión es un valle del Municipio Brión, en la Llanura de Barlovento, del Estado Miranda, Venezuela. El pueblo de Tacarigua se encuentra situado en un surcado del río de Capaya, cuyas aguas busca la forma en salir hacia el mar. El núcleo más antiguo se formó alrededor de la antigua plaza central y sus alrededores con la iglesia, del cual quedan algunos vestigios de sus casas, Hacienda, fundos y parcelamientos estos algunos no visibles, donde ya se edificó en la época colonial la iglesia de Jesús, María y José, culto que les pertenece cuando Tacarigua fue fundada el 16 de marzo de 176. En honor a su fundación en 1764, en 2014 se celebraron los 250 años de historia de este hermoso pueblo mirandino.

## Historia

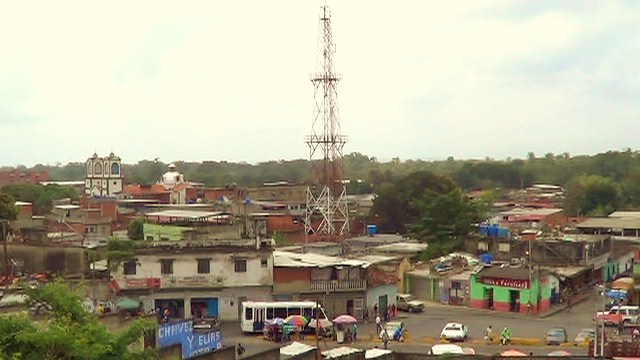
Tacarigua de Brión, fundada en 1764

Tacarigua de Brión tomó la supremacía en abrigar con la función ahora como una verdadera Parroquia, para con los cercanos centros poblados de Maturín, la Fundación, las González, las Martínez, las Cordias, la Arboleda, el Gamelotal, la Danta, Prado Largo, algunos lugares de montañas alejadas, quebradas y ríos.
Se dice que fueron los mejores conocedores y sembradores de la arboleda del Grano de cacao, para con los mejores fundos en el valle de Tacarigua cuando fue Curato rural, según las crónicas y fuentes del Obispo Mariano Martí. En donde los blancos españoles fueron los dueños de las haciendas, aferrados a su fe por la iglesia católica y muy autoritarios; los indígenas eran naturalistas con sabidurías, por lo que fueron sus primeros habitantes, artesanos y guerreros; y los Afrodescendiente quienes participaron en Batallas locales dentro del estado Mirandino por la independencia de Venezuela, y en donde fueron esclavos destinados para hacer hombres libres y Cimarrón.
Son una mezcla de raza mestiza, española con amerindio y africana dominante, que dieron origen a una propia identidad en un solo pueblo, el Gentilicio de los tacariguense que son gente alegre con Misticismo, sobre todo muy apegados con sus raíces y costumbres del pueblo, y se dicen que son los mejores anfitriones durante los días festivos de los Carnavales, junto con sus Comparsa, carrozas, disfraces y calles multitudinarias.
Utilizan vocablos muy propios y originales de la zona Llanura de Barlovento como por ejemplo el  ¡Gua!, «La pinta», y «Mi Rumbín» entre otros. Fotos de Tacarigua por su gente.
En Tacarigua de Brión nacen:
El ingeniero Pedro Linares Machado, quien es el diseñador de la infraestructura del Cluster Cacique Chaima en la Faja Petrolera del Orinoco, la más grande de Latinoamericana, además es conocido por ser líder y compositor de la Orquesta Negramenta, orgullo de Barlovento.
Nelson Martínez, ingeniero químico con patentes en procesos de refinación y expresidente de PDVSA.
Eliécer Hurtado Sucre, general de división, ex ministro de defensa e infraestructura.

### El Nazareno de Tacarigua

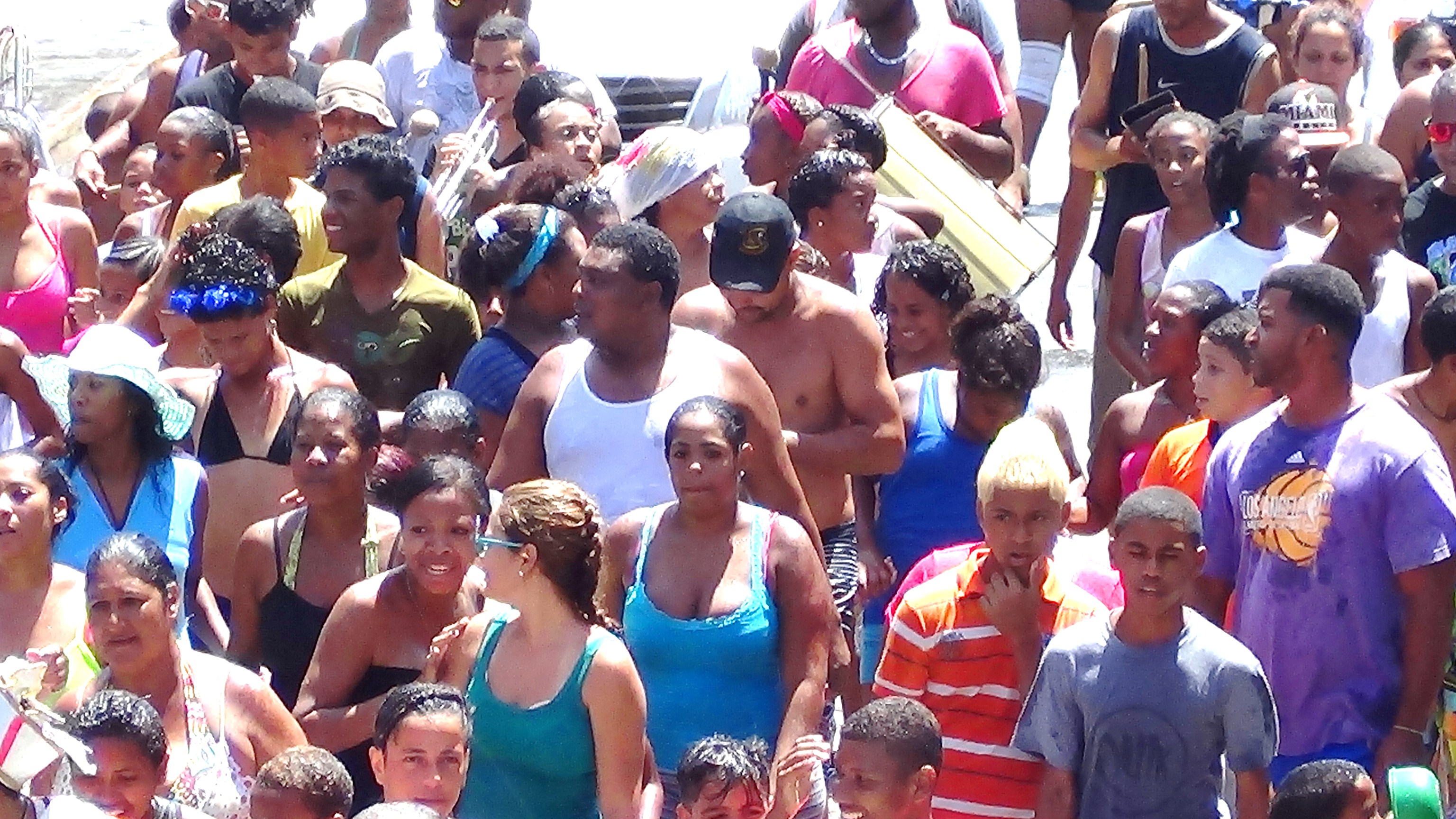
Habitantes de Tacarigua

Un culto reconocido por la religión católica, hacia la iglesia del poblado del Nazareno de Tacarigua de Brión, y es llamada por sus habitantes como «La iglesia de Jesús, María y José», y se constituye así por la veneración de Jesús de Nazaret desde el año de 1764, o con la advocación hacia la Sagrada Familia, de un pueblo fervoroso lleno de muchas esperanzas. Es unas de las iglesias en donde los practicantes del catolicismo nunca dejan en llegar a ella, durante la costumbre de la «Visita a los siete templos» en los días del Éxodo de Semana Santa.
El Nazareno de Tacarigua, se encuentra dentro de un espacio de una casa como nicho, con calle Fraternidad y con la plaza Simón Bolívar al frente, resguardada a su vez hacia la otra esquina con la jefatura civil, y quien se responsabiliza con la guarda y custodia por parte de la Sociedad de Jesús de Nazaret, es la Sra. Elvia Verdú Frías, docente jubilada y nieta de Baldomero Verdú Berroterán además de Catequista. La imagen del Nazareno es una en talla en madera original de los tiempos de la colonia, llegó al valle de Tacarigua en el siglo XVIII traída por una familia de Hacendados de origen español.
Los Tacariguenses exponen su experiencia de fe, cuando realizan la procesión del Nazareno, en donde las campanas de la iglesia realizan sus repiques, y luego se recorre a pie por las calles acompañada por una música sacra con trompetas. Gente muy devota constituyeron desde hace mucho tiempo, unas tres Cofradías encargadas con la responsabilidad de vestir y de adornar la imagen del Nazareno.
Existe una tradicional costumbre durante todos los Viernes Santo, en relación con la procesión del Santo Sepulcro del Nazareno, quienes sus pobladores son muy devotos saliendo en procesión hasta una pequeña colina llamada El Calvario, allí las niñas son vestidas de blanco y llevando o sujetando en sus manos cintas de color morado por el Nazareno, así todas atadas en su otro extremo hacia el sepulcro en procesión por todo el pueblo en conjunto de los tambores al ritmo de unos Tamborileros o redoblantes.

### Patrimonio

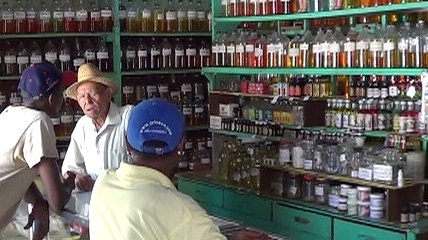
Perfumería La Cruz, de Marcelino Peña. 1964

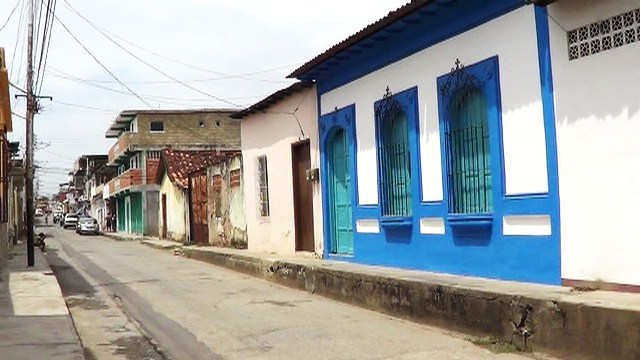
Casas coloniales en la calle Comercio

Al recorrer el pueblo a pie llama mucho la atención la forma arquitectónica tanto de las casas y de los comercios de Tacarigua. La casa de Victoria Plater es unas de las más antiguas, y se encuentra hacia la calle Real Norte, se calcula que es del siglo XIX, y la reconocen como vestigio de un pasado muy histórico del poblado. Las casas de Tacamanpo o cuando las casas de Historia Centenaria de Tacarigua de Mamporal, son viviendas al estilo de una arquitectura colonial de un solo piso, con varias puertas y ventanas, con grandes patios, en donde se observa el paso del río, son bastantes frescas con mucha vegetación y en donde se facilitaban la estancia veraniegas.
Es notorio que el legado por muchos artesanos y constructores de casas, dentro del poblado quienes dejaron plasmado su arte de enseñanza, como es el caso del personaje, Lesme Abans Landaéz (Tacarigueño), quién fue un carpintero que tenía su propio taller, en donde desarrolló el oficio como artesano y la ebanistería, en hacer por encargo ventanas, camas, catres, puertas, muebles, sillas de cuero, y baúles.
Unas de casas muy representativas en forma de modelo es la Casa Parroquial de Tacarigua, que muy fácilmente se puede localizar y justamente está a un lado de la plaza Bolívar, con la esquina hacia la Iglesia. 
Unas de las casas que pasa por desapercibida pero que son de interés y hasta es bastante curiosa, es la casa del músico y compositor Baldomero Verdú Berroterán. y Eugenia Frías de Verdú, que anteriormente dejara de ser la antigua casa de la cultura. 
Con el paso del tiempo del poblado muchas de las viviendas se convertirían en los sustentos familiares, por la facilidad en que muchas eran muy espaciosas, por el zaguán que se encontraban en sus entradas, muchas fueron pequeños abastos y las Quincallería que pasarían hacer a las ferreterías, las populares barberías, la panadería, el abasto a supermercado, las casas de Centros de acopio y las inversiones, y el auge de las peluquerías de Moda unisex, y con la desaparición de los Botiquines, los Restaurantes, y las Fototiendas, para dar paso a los nuevos negocios o a la forma de comercializar, en referencia a las Oficinas.
Las casas que también persisten en el tiempo, pero que son aun las más populares por sus visitantes, como la Bodega La Facultad, del año de 1974, es una casa con dos puertas cuyo mismo frente tiene con doble entradas; y que todavía aun persisten la Farmacia El Nazareno y la Perfumería La Cruz, en donde es atendida desde el año de 1964, por el Perfumista Cleto Marcelino Peña, el mismo quién descubrió en el año de 1934 en Birongo, el Monumento Natural cueva La Tapa de Cambural. 
Las fruterías como las Casas de Inversiones, que son una modalidad que se encuentran cerca con la calle en bajada hacia la iglesia de Jesús, María y José, en donde los aguacates los escoge el cliente.

### Direcciones de Tacarigua

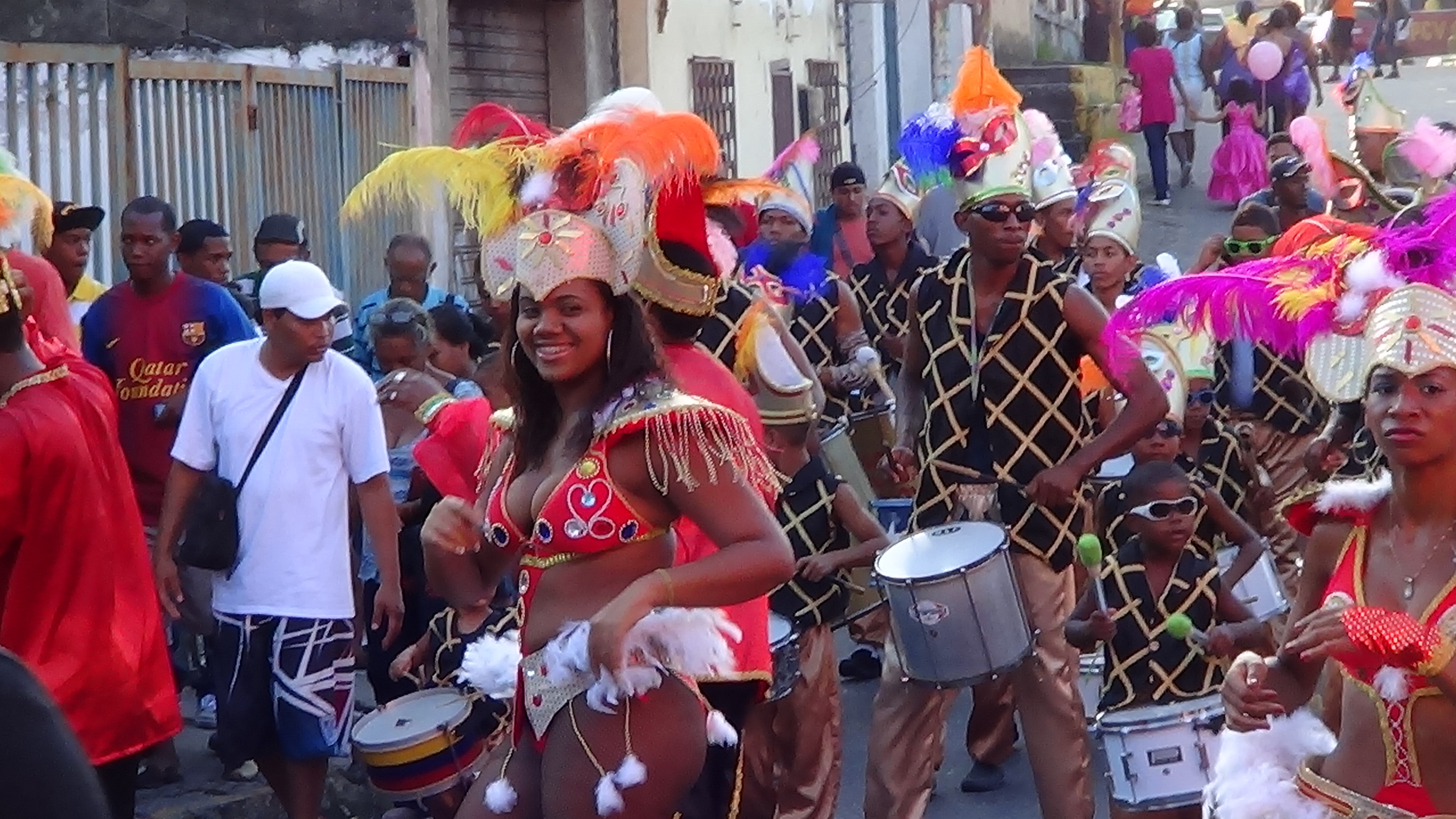
Carnavales de Tacarigua

Es rica en nombres y apelativos según la reputación en cada sector, es muy notorio durante los días de sus Carnavales, en donde cada sector se enfrentan los unos con los otros, una verdadera guerra sin distinción entre las edades y sexo, es un todo contra todos, pero en forma de juegos y de amistad por la misma gente para divertirse, echándose baldes de aguas en forma de baño, antes de las llegadas de las carrozas y comparsas; pero en donde su punto de encuentro es sin lugar en duda es su epicentro con la Plaza Bolívar, allí se encuentra una estatua de Simón Bolívar puesta el 19 de abril de 1960, es la plaza central con calle Fraternidad y calle Redención, allí también es con el inicio de la vía nacional de Tacarigua; la calle San Juan, La Laguna, calle Real, las Escalinatas hacia el río, calle Girardot, sector Valle Seco, Urbanización Las Coralias, calle Bolívar, calle Tamarindo, calle las Maravillas con el balneario el río Caraballo y el sector callamijito, calle Barlovento, calle Comercio y el sector Manzanares, Urbanización Unidad Vecinal 24 de julio con la 2.ª calle, calle Real Norte, Belencito, sector el Calvario, Cerro Banqueo y Cerro Lindo.

## Festividades
Tacarigua de Brión está integrada dentro del calendario festivo del estado Miranda (Venezuela), y sus festividades más emblemáticas del pueblo son: Los Carnavales con sus desfiles de carrozas,  comparsas, disfraces y templetes, en donde el pueblo de Tacarigua es la más relevante. El Entierro de la sardina durante el Miércoles de Ceniza, el culto al Nazareno de Brión durante los días de la Semana Santa, día de la Cruz de Mayo, con la peregrinación de la cruz junto con los tambores, el culo e´ puya o tambor redondo y con las canciones o entonaciones con Fulía y guarañas. El repique de San Juan Bautista o el encierro de San Juan Bautista.
Cabe mencionar que se proclamó Patrimonio cultural inmaterial, por su programación de la Semana Santa y por la Celebración a la Cruz del Cerro Banqueo en el pueblo de Tacarigua, como un preámbulo para dar paso en solicitud hacia la declaración ante la Unesco como Patrimonio cultural inmaterial de la Humanidad.